# Volksrust
Volksrust (deutsch etwa „Volksruhe“) ist eine Stadt in der südafrikanischen Provinz Mpumalanga. Sie liegt in der Gemeinde Pixley Ka Seme im Distrikt Gert Sibande. Volksrust ist die größte Stadt und Verwaltungssitz der Gemeinde Pixley Ka Seme.

## Geographie
Volksrust liegt unmittelbar nördlich der Grenze zur Provinz KwaZulu-Natal. 2011 hatte die Stadt 24.281 Einwohner. und liegt auf rund 1659 Metern über dem Meeresspiegel. Im Osten der Stadt liegt das ehemalige Township Vukuzakhe. Südlich liegt die Stadt Charlestown. Nördlich der Stadt liegt der Tamatiesberg. Bei Volksrust entspringt der Buffalo River, der südostwärts zum Tugela fließt.

## Geschichte

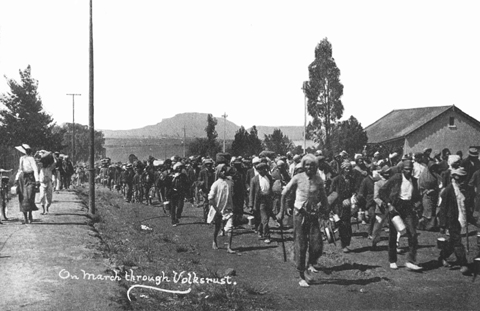
Protestmarsch 1913

Die Stadt wurde 1888 nahe dem Ort der Schlacht am Majuba Hill gegründet, wo die Buren 1881 die Unabhängigkeit der Transvaal-Republik von den Briten wiederherstellen konnten. Die Stadt wurde Volksrust genannt, weil hier die Soldaten der Transvaal-Armee gerastet hatten. 1894 unterzeichneten Paul Kruger und der Brite Sir Henry Loch auf der Convention Bridge über den Grenzfluss Grensspruit die dritte Swaziland Convention, die Swasiland kurzfristig unter die Kontrolle Transvaals brachte. Die Convention Bridge wurde später zerstört; die Reste wurden zum Nationaldenkmal erklärt.
Während des Zweiten Burenkrieges bauten die Briten ein Konzentrationslager in Volksrust, in dem viele Buren starben. 1904 wurde Volksrust zur Gemeinde (municipality). 1913 organisierte Mahatma Gandhi einen Protestmarsch für die Rechte der indischstämmigen Südafrikaner, der in Volksrust das damalige Transvaal erreichte.

## Wirtschaft und Verkehr
Die Stadt ist ein landwirtschaftliches Zentrum. Von hier werden Rindfleisch, Milchprodukte, Mais, Hirse, Wolle und Sonnenblumenöl verkauft.
Volksrust liegt an der N11, die in Nord-Süd-Richtung durch Volksrust führt, und der R23, die von Gauteng kommend auf die N11 trifft. Landstraßen führen nach Vrede im Westen sowie Wakkerstroom und Piet Retief im Osten. Der Bahnhof Volksrust liegt an der Strecke Johannesburg–Durban (siehe auch: Natal Main Line) und wird im Personen- und Güterverkehr bedient. Eine im Güterverkehr bediente Bahnstrecke führt von Volksrust nordwärts nach Bethal.

## Persönlichkeiten
- Manfred Hermer (1915–2010), Architekt
- Rolene Strauss (* 1992), Model, geboren in Volksrust